# Grankullaviken

Karta över Grankullaviken

Grankullaviken eller Grankullavik är en vik på norra Öland, i Böda socken, i Borgholms kommun, nästan helt omgiven av två näs och några öar vilket ger viken något av en insjökaraktär. Grankullavik är även namnet på en by belägen vid viken.
Ölands nordspets är delad i två näs. Grankullaviken utgörs av den vattenyta som avgränsas av dessa två näs samt öarna Stora grundet, Borren och Lilla grundet. På Stora grundet står fyren Långe Erik och markerar det som kallas Ölands norra udde, trots att grundet utgör en egen ö och att det västra näset av huvudön sträcker sig något längre norrut.

## Historiska omnämnanden

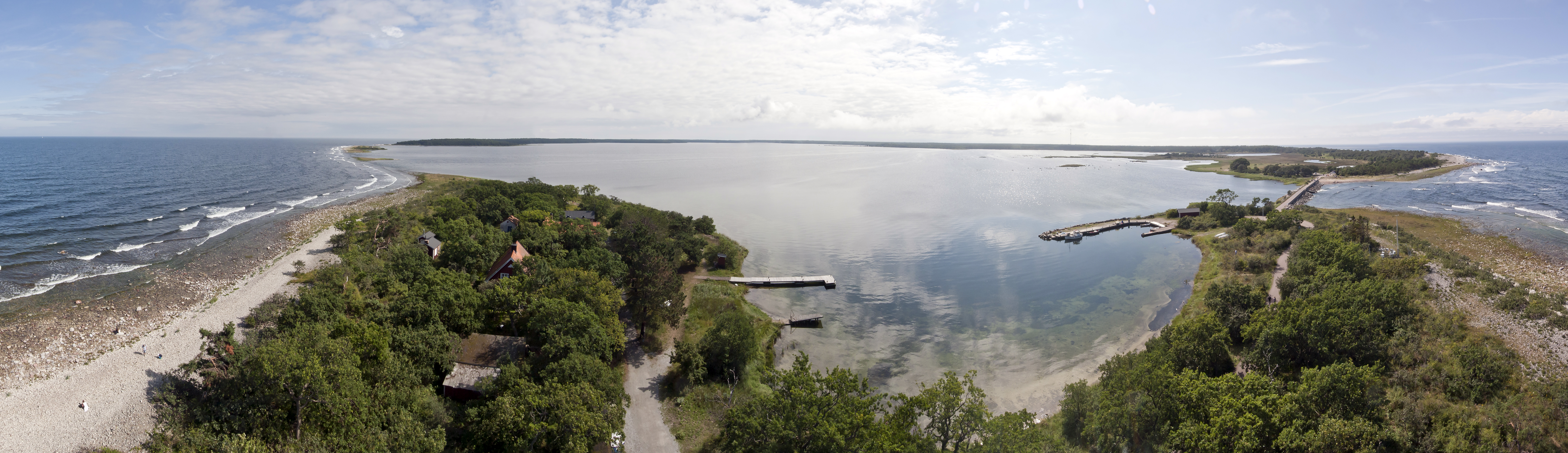
Panoramabild från fyren Långe Erik visar hela Grankullaviken. Panoramat återger en betraktningsvinkel på cirka 200 grader.

Från 1400-talet finns omnämnanden av Grankullaviken bevarade under namnen Örbowik eller Örbohamn. Under 1700-talet finns viken omnämnd som Muhlholm och Getterums vik.

### Hamn

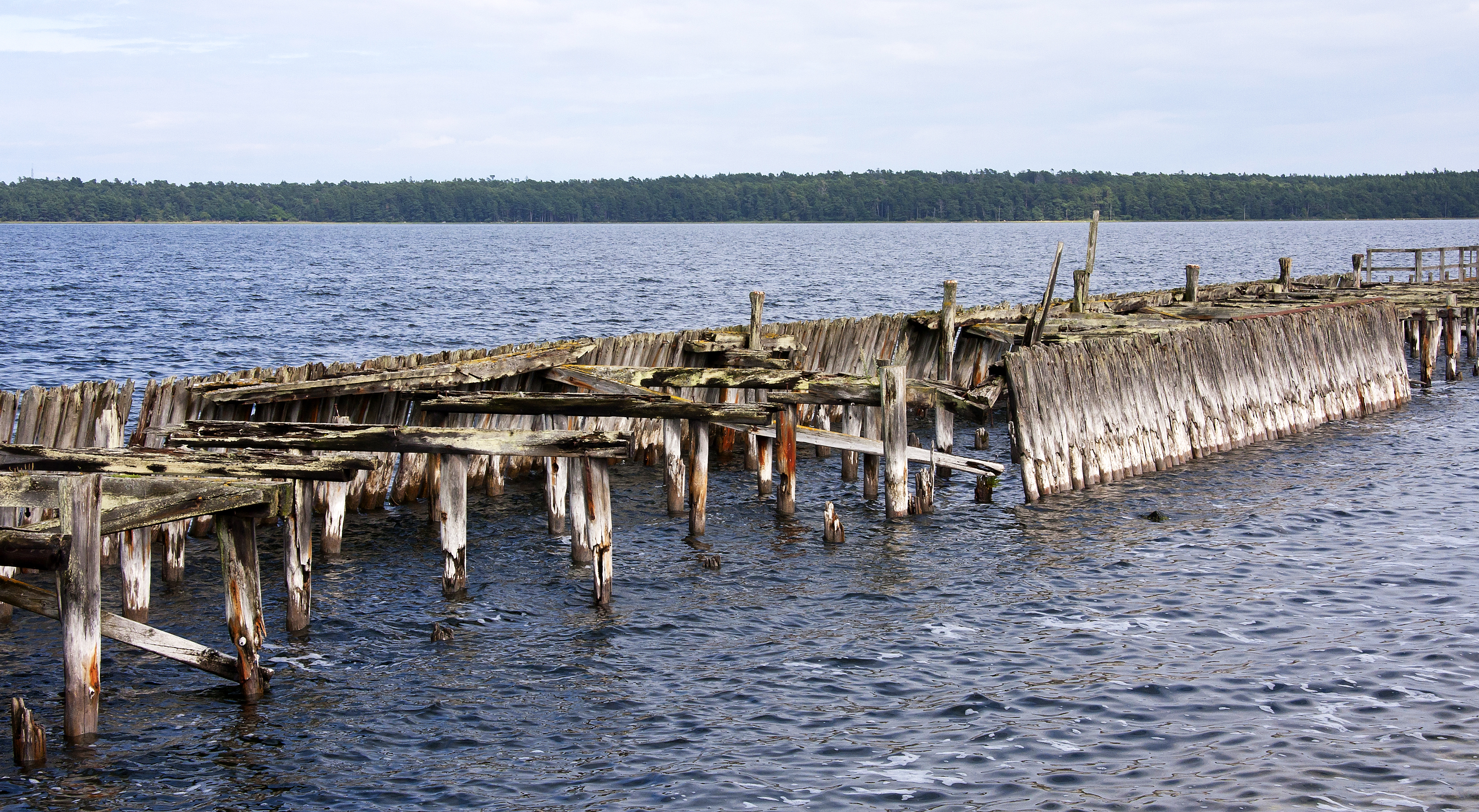
Den gamla träbryggan i Nabbelund, där timmertransporterna och de tidigaste Gotlandsfärjorna lade till.

Vid inledningen av 1900-talet byggdes ett ångsågverk vid viken, vilken muddrades upp för att möjliggöra sjötransport av virke. Virkesskeppningen från hamnen, belägen i Nabbelund, fortsatte till 1950-talet, då sågverket lades ner.
Sedan det ombyggda lastfartyget Nordpol 1959 sattes i färjetrafik mellan Öland och Gotland har flera rederier under någon period åt gången drivit trafik mellan Nabbelund och Klintehamn eller Visby.
Gästhamnen och fiskehamnen i Grankullaviken vid Nabbelund blev nedlagda av Borgholms kommun den 18 mars 2008. Färjetrafiken som startades av Destination Gotland 2007 upphörde efter att två av bolagets färjor kolliderade i Nynäshamn den 23 juli 2009.

## Fiske
Grankullavikens skyddade läge lockar sportfiskare. Gädda, abborre och havsöring är de primära bytesfiskarna, men i viken finns även näbbgädda, plattfisk, sik och id.